# Pfarrkirche St. Marienkirchen bei Schärding

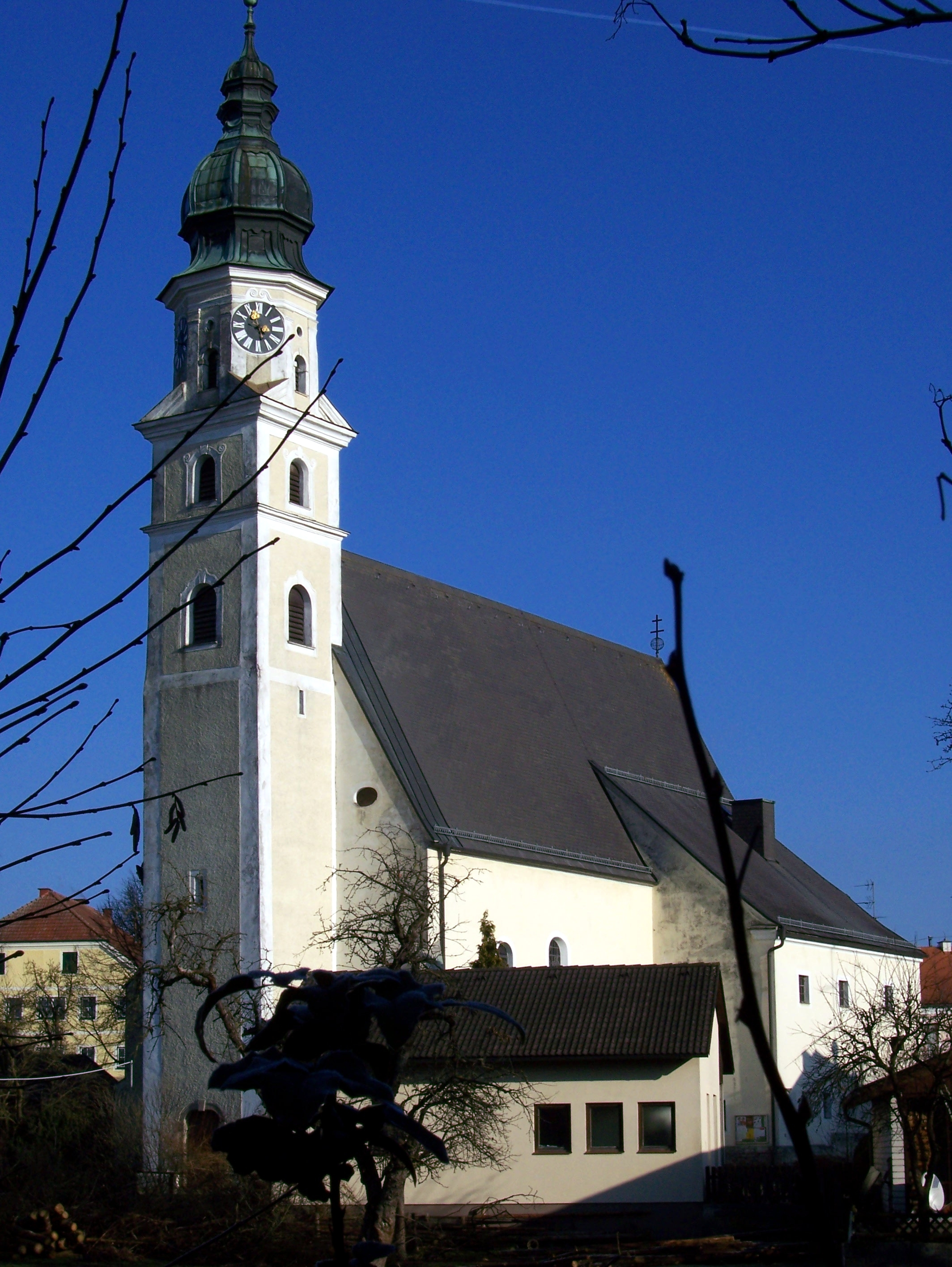
Kath. Pfarrkirche Mariä Himmelfahrt in St. Marienkirchen bei Schärding

Die römisch-katholische Pfarrkirche St. Marienkirchen bei Schärding mit dem Patrozinium Mariä Himmelfahrt  steht im Ort St. Marienkirchen der Gemeinde St. Marienkirchen bei Schärding im Bezirk Schärding in Oberösterreich. Seit dem 1. Jänner 2023 gehört St. Marienkirchen als eine von 12 Pfarrteilgemeinden zur Pfarre Schärding der Diözese Linz. Die Kirche steht unter Denkmalschutz.

## Geschichte
1140 wird der heutige Ort St. Marienkirchen in einer Urkunde aus dem Kloster Passau-St.Nikola erstmals als sanctimarienchirchen genannt, was indirekt auf die Existenz einer Marienkirche hindeutet. Zur Zeit der frühen Kirchenorganisation im Mittelalter zur Urpfarre St. Weihflorian. Als eigenständige Pfarre wurde St. Weihflorian erstmals 1182 bezeichnet, als sie zusammen mit der Pfarre Tettenweis dem Passauer „Innbruckamt“ inkorporiert wurde, welches dem St. Ägidien-Spital in der Innstadt unterstand. Der Sprengel der Pfarre St. Weihflorian war sehr ausgedehnt: Er lag zwischen dem Wirkungsbereich der Urpfarre St. Severin sowie dem der Urpfarre Münsteuer und umfasste das Gebiet der heutigen Pfarren Brunnenthal, Schärding, St. Florian am Inn, Suben, St. Marienkirchen und Eggerding, dazu außerdem Anteile der heutigen Pfarren Taufkirchen, Lambrechten und Rainbach. Als es im Jahr 1380 zur Verlegung des Sitzes der Pfarre St. Weihflorian nach Schärding kam, wurde das Gebiet um St. Marienkirchen eine Filiale von Schärding. 1581 wurde das bisherige Filialvikariat St. Marienkirchen (bestehend aus St. Marienkirchen, Eggerding und Mayrhof) vom Domkapitel Passau zu einer eigenständigen Pfarre erhoben. Im Zuge der josephinischen Reformen wurde 1784 das Gebiet um Eggerding und Mayrhof aus der Pfarre St. Marienkirchen gelöst und zu einer eigenständigen Pfarre erhoben, ebenso das Gebiet um Suben,  zudem 1786 die Pfarre St. Marienkirchen zur landesfürstlichen Patronatspfarre erklärt, ferner mussten die großen Kapellen in Dietrichshofen und Bodenhofen gesperrt und später abgerissen werden.
Der gotische Kirchenbau wurde im 15. Jahrhundert erbaut. Vom 16. bis zum 19. Jahrhundert wurden die jeweiligen Inhaber von Schloss Hackledt (Gemeinde Eggerding) sowie von Schloss Hackenbuch (Gemeinde St. Marienkirchen bei Schärding) in dieser Kirche bestattet.

## Architektur
Das weitgespannte einschiffige vierjochige Langhaus mit einem halben östlichen und einem halben westlichen Joch hat ein Netzrippengewölbe. Der leicht eingezogene dreijochige netzrippengewölbte Chor mit einem Dreiachtelschluss hat reich abgetreppte Strebepfeiler. Die dreiachsige Westempore hat zwei Geschoße, das Untergeschoß netzrippenunterwölbt. Der gotische Westturm trägt einen barocken achtseitigen Aufsatz und einen Zwiebelhelm mit Laterne aus 1714. Die Sakristei hat ein Netzrippengewölbe und eine Tür mit gotischen Beschlägen.

## Ausstattung

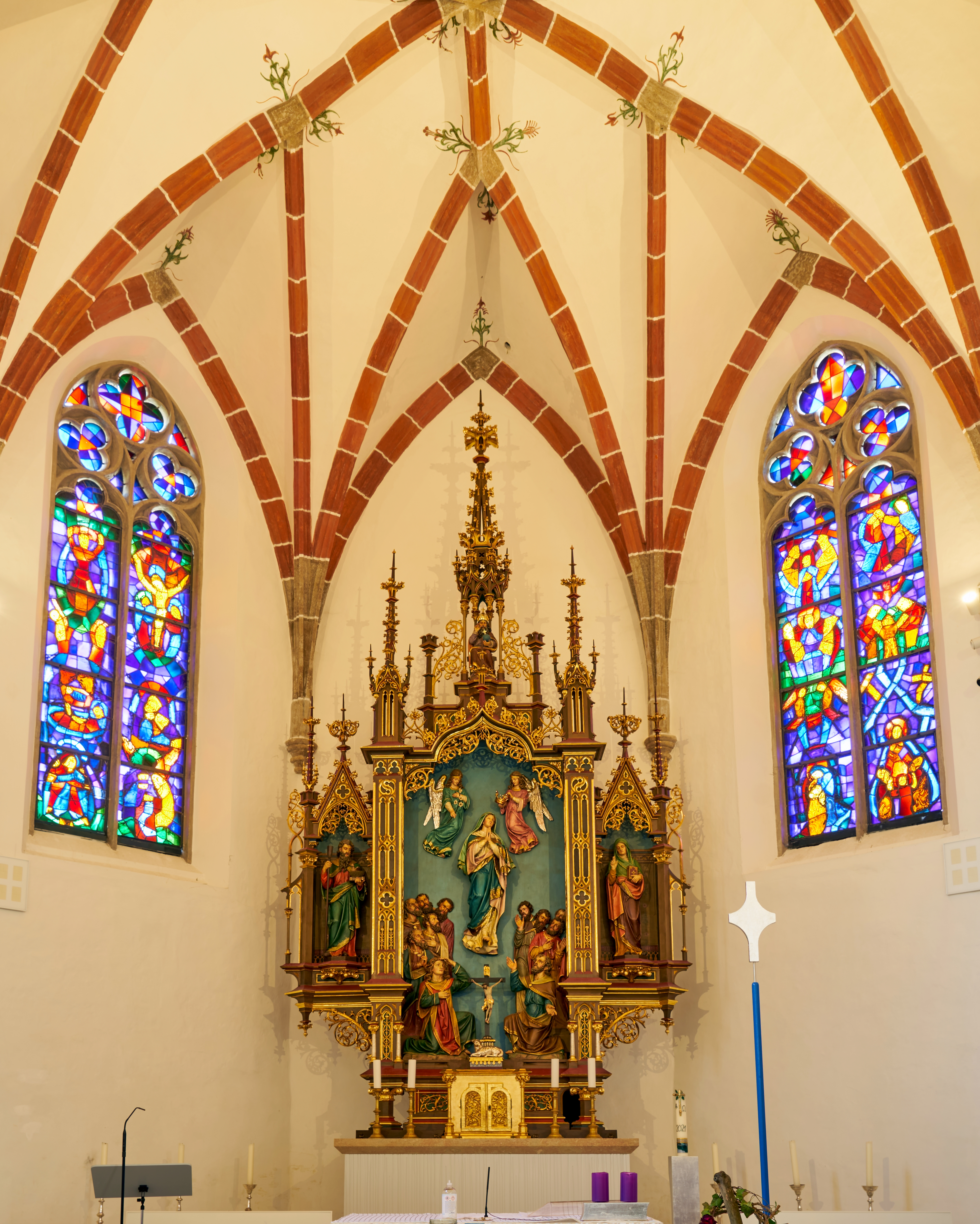
Hochaltar von Ludwig Linzinger (geweiht 1895), flankiert von Glasgemälden von Margret Bilger (1964), davor rechts Vortragekreuz von Gisela Stiegler (2019)

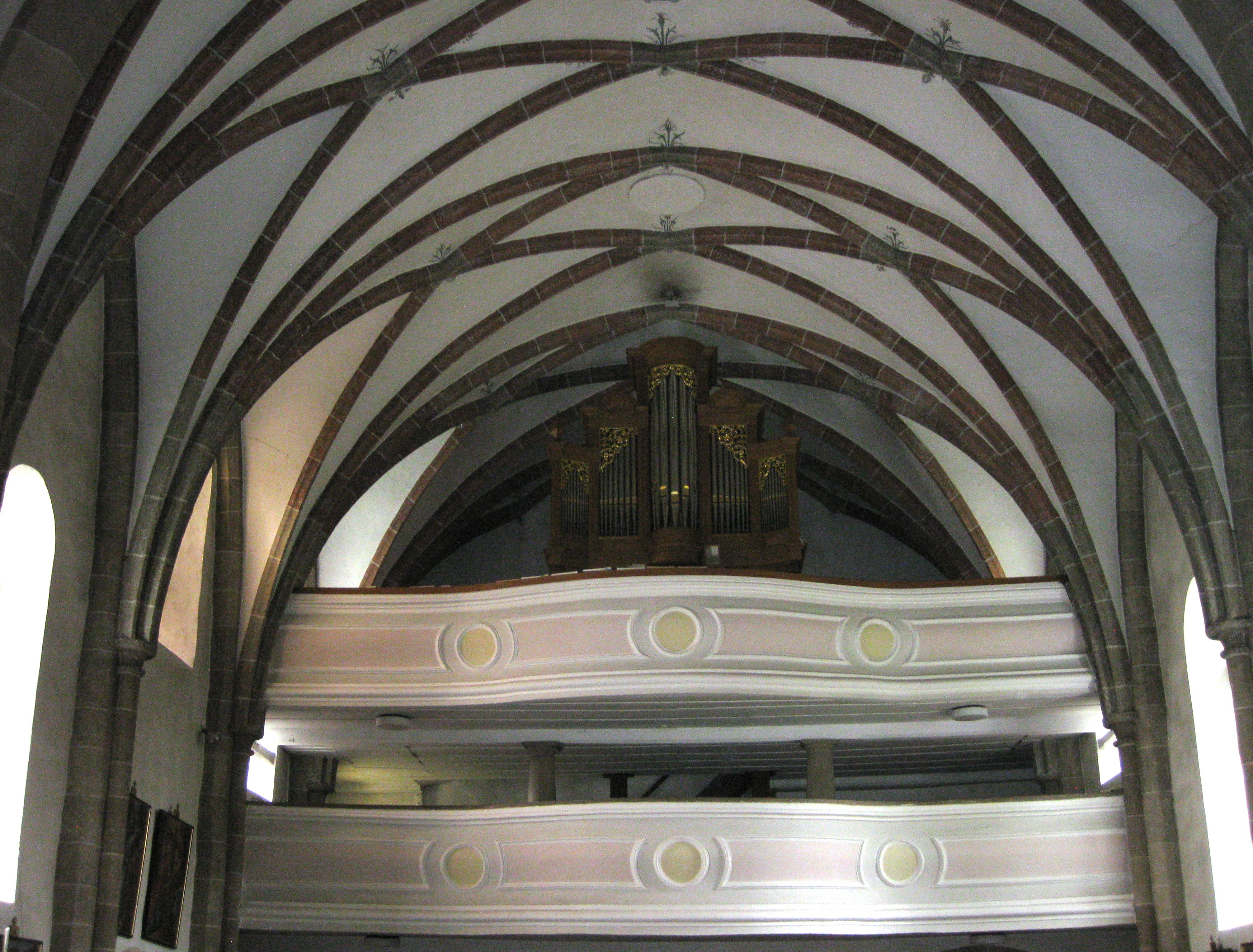
Emporen mit Metzler-Orgel

Die neugotische Ausstattung umfasste ursprünglich als nördlichen Seitenaltar den Marienaltar (gefertigt vom Tischler Johann Kimberger  in Lambrechten, 1884), als südlichen Seitenaltar den Josefsaltar (ebenfalls von Kimberger, 1885), die Kanzel (ebenfalls von Kimberger, 1886), den Hochaltar (von Ludwig Linzinger, geweiht 1895) sowie einen Kreuzweg aus geschnitzten Holzreliefs (1905, von Linzinger nach Vorbildern von Feuerstein). 
In der zweiten Hälfte des 20. Jahrhunderts wurde die neugotische Ausstattung nach Rücksprache mit dem Bundesdenkmalamt und dem Kunstreferat der Diözese Linz wieder entfernt: Der 1905 angefertigte Holzrelief-Kreuzweg kam 1953 in die Pfarrkirche Hauskirchen im Weinviertel, und 1962 wurden der 1884 angefertigte Marienaltar, der 1885 angefertigte Josephsaltar sowie die 1886 angefertigte Kanzel abgetragen. Lediglich der 1895 geweihte Hochaltar von Linzinger verblieb in der Kirche. Über dem 1962 neu gestalteten nördlichen Seitenaltar befindet sich eine Kreuzigungsgruppe. Das Kruzifix und Maria unter dem Kreuz stammen vermutlich aus der Schwanthalerschule. 1964 erhielt die Kirche als neue Chorfenster zwei in der Glaswerkstätte von Stift Schlierbach gefertigte Glasgemälde nach Entwürfen von Margret Bilger. 1967 erfolgte eine Neugestaltung des Altarraums mit Einbau eines Volksaltars; dies geschah nach Entwürfen von Peter Dimmel.
Der Bodenbelag der Kirche besteht seit der Innenrenovierung von 2019 aus Laaser Marmor. Im Zuge der Renovierung des Kircheninneren 2019, welche auch mit einer Neugestaltung des Altarraums verbunden war, schuf die Bildhauerin Gisela Stiegler eine neue Einrichtung  (Volksaltar, Ambo, Leuchter, Session, Vortragekreuz, Kästchen für die heiligen Öle, Kredenztisch) sowie einen offenen Beichtstuhl in der Ölberg-Beichtkapelle.
Die Pfarrgemeinde besitzt ferner einen Führich-Kreuzweg von 1853, welcher bis zum Jahre 1905 sowie von 1954 bis 1990 im Inneren der Pfarrkirche hing und heute im Depot verwahrt wird.

## Orgel
1871 schuf Franz Sales Ehrlich (1835–1883) aus Braunau am Inn für die Pfarrkirche von St. Marienkirchen eine neue Orgel. Sie hatte 10 Register auf einem Manual und Pedal. 1991 wurde sie in die Friedhofskirche Lambach übertragen, während gleichzeitig eine neue Orgel für die Pfarrkirche von St. Marienkirchen durch Andreas Metzler (* 1960) von der Firma Metzler Orgelbau (Dietikon/Schweiz) gebaut wurde. Die Metzler-Orgel von 1991 hat 12 Register auf einem Manual und Pedal. Die Spieltraktur ist mechanisch, die Registertraktur ebenfalls. Das Gehäuse ist nach dem Vorbild der barocken Chororgeln der Klosterkirche Muri gestaltet. Disposition der Metzler-Orgel:
| Manual C–f3 |               |        |
| 1.          | Principal     | 8′     |
| 2.          | Gedeckt       | 8′     |
| 3.          | Octave        | 4′     |
| 4.          | Spitzflöte    | 4′     |
| 5.          | Quinte        | 2 ⁄3′  |
| 6.          | Superoctave   | 2′     |
| 7.          | Terz          | 1 3⁄5′ |
| 8.          | Mixtur 4-fach | 1 ⁄3′  |
| 9.          | Dulcian       | 8‘     |

| Pedal C–f1 |           |     |
| 10.        | Subbass   | 16′ |
| 11.        | Octavbass | 8′  |
| 12.        | Posaune   | 8′  |

- Koppeln: Pedalkoppel

## Glocken
Das Geläute der Pfarrkirche besteht aus insgesamt fünf Glocken mit elektrisch betriebenen Läutwerken:
1. Glocke I, in der untersten Glockenstube des Kirchturms: Ton E, Durchmesser 125 cm, Gewicht 1203 kg, heute genannt „Stundenglocke“ (historisch auch „Große Glocke“). Gussjahr 1949, hergestellt in der Oberösterreichischen Glockengießerei St. Florian. Auf der Glocke vorn Relief mit der Darstellung Mariä Himmelfahrt, darunter die Aufschrift: Laß dich erinnern, heilige Jungfrau Maria, du Königin des Himmels und Schutzfrau dieser Kirche, daß die Familien dieser Pfarre St. Marienkirchen bei Schärding sich unter deinen Schutz gestellt haben. Auf der gegenüber liegenden Seite ein Relief mit der Darstellung des Herzens Jesu und die Aufschrift: Herz Jesu, wir vertrauen auf dich. Zum Signalisieren der Uhrzeit wird diese Glocke jeweils zur vollen Stunde angeschlagen. Dabei gibt die Anzahl ihrer Schläge die Anzahl der vollendeten Stunden an, wobei die Stundenzählung nach der sogenannten „Kleinen Uhr“ erfolgt, d. h. der Volltag wird in 2× zwölf Stunden eingeteilt.
2. Glocke II, in der mittleren Glockenstube des Kirchturms: Ton G, Durchmesser 105 cm, Gewicht 719 kg, heute genannt „Viertelglocke“ (historisch auch „Zwölferin“ oder „Maria und Josef“). Gussjahr 1949, ebenfalls hergestellt in der Glockengießerei St. Florian. Auf der Glocke vorn Relief mit der Darstellung Mariä Verkündigung, darunter die Aufschrift: Gegrüßet seist Du Maria! Möge dieser Gruß vom Turm tausendfaches Echo wecken in den Herzen aller Christen zu St. Marienkirchen bei Schärding. Auf der gegenüber liegenden Seite ein Relief mit der Darstellung des heiligen Josef und die Aufschrift: Zu Dir, heiliger Josef, flehen wir in der Not!. Beim Signalisieren der Uhrzeit wird diese Glocke für jede Viertelstunde innerhalb der angebrochenen Stunde je einmal angeschlagen, also 1× für Viertel nach, 2× für Halb, 3× für Dreiviertel. Die volle Stunde wird durch vier Schläge dieser Glocke markiert, worauf die Schläge der tontieferen „Stundenglocke“ die Anzahl der vollendeten Stunden angeben.
3. Glocke III, in der obersten Glockenstube des Kirchturms neben Glocke IV: Ton H, Durchmesser 82 cm, Gewicht 295 kg, heute genannt „Taufglocke“ (historisch auch „Elferin“). Gussjahr 1920, ebenfalls hergestellt in der Glockengießerei St. Florian. Auf der Glocke vorn gekrönte, thronende Madonna, die Arme gekreuzt, von Strahlen umflossen, zu Füßen der Mond. Aufschrift: S[ancta] Maria, ora pro nobis (lateinisch, übersetzt: „Heilige Maria, bitte für uns“).
4. Glocke IV, in der obersten Glockenstube des Kirchturms neben Glocke III: Ton D, Durchmesser 68 cm, Gewicht 158 kg, heute genannt „Sterbeglocke“ (historisch auch „Speisglocke“ und „Wetterglocke“; auf letztere Widmung weist auch ihre Inschrift hin). Gussjahr 1920, ebenfalls hergestellt in der Glockengießerei St. Florian. Auf der Glocke vorn Relief mit der Darstellung von Maria Hilf, darunter die Aufschrift: A fulgure et tempestate libera nos Domine (lateinisch, übersetzt: „Befreie uns, o Herr, von Blitz und Ungewitter“).
5. Glocke V, heute im Dachboden über dem Altarraum: Ton B. Gussjahr 1842, gegossen durch Stephan Anton Gugg (1783–1869) in der Braunauer Gießerei der Salzburger Glockengießerdynastie Gugg. Diese Glocke dient als Wandlungsglocke.

## Grabdenkmäler
- Es gibt figurale Grabsteine und Wappengrabsteine der Herren von Hackledt aus dem 17. und 18. Jahrhundert.
- Ein Epitaph für Wolf Hagkheleder (Wolfgang Friedrich I. von Hackledt), gestorben 1615, zeigt eine figurale Darstellung Mariä Himmelfahrt.